# Ley divina
La Ley de Dios según la Biblia, es la Ley de Los Diez Mandamientos (Éxodo 20:1-17, 31:18).
Sin embargo, humanamente la ley divina o ley de Dios es el concepto religioso cuyas leyes estarían establecidas y dependientes por alguna divinidad. La ley divina se percibe por sus creyentes como derivado de una fuente trascendente, como la voluntad de un dios o grupo de ellos, en contraste con la ley hecha por el hombre o la ley secular. 
Algunos estudiosos indican que las leyes divinas se perciben típicamente como superiores a las leyes creadas por el hombre, a veces debido a la suposición de que su fuente tiene recursos más allá del conocimiento y la razón humana.

## En diferentes credos
En la definición de Tomás de Aquino (De lege), la ley de Dios proviene únicamente de la Revelación a través de las Sagradas Escrituras (ley bíblica,  por ejemplo, los Diez Mandamientos y otras prescripciones que aparecen en la Biblia); por tanto, es accesible al hombre, y su observancia es necesaria para la salvación.
En otras religiones distintas al cristianismo existen conceptos similares, aunque de aplicación muy diferente: la sharia y el conjunto de prescripciones del islam (extraídas no sólo del Corán, sino también del Hadiz y otras fuentes) o la halajá, el mitzvá y el conjunto de prescripciones del judaísmo (extraídas de la Torá y el Talmud).
El pensamiento cristiano da gran importancia al momento histórico de la Redención por cuanto establece una «nueva ley», «ley evangélica» o Ley de Cristo que supera la «antigua ley» o Ley de Moisés; entendidas también en términos de «alianza» entre el hombre y Dios (nueva alianza y antigua alianza). En un lenguaje de origen medieval, que ha quedado obsoleto, el término «ley» se utilizaba como sinónimo de «religión», pero con un fuerte sentido identitario étnico y consecuencias jurídicas y políticas en las distintas comunidades (aljamas en los reinos cristianos peninsulares), para diferenciar a los seguidores de la Ley de Cristo, la Ley de Moisés y la Ley islámica de Mahoma.